# 광주CGI센터
광주CGI센터는 아시아대표시각효과(VFX)제작스튜디오로서 4K/UHD영상 및 3D영상콘텐츠 전문제작 지원시설이다. 광주광역시 남구 송암로 60에 위치하고 있다. 종합 촬영스튜디오, 4K S3D 카메라 세트, 렌더팜시스템, 후반 제작스튜디오(영상편집실, 디지털색보정실(DI), 미디어변환실, 음향제작실, 영상시사실)를 갖추고 있다.

## 설립목적
- 헐리우드와 아시아 외화 유치
- 지역영상콘텐츠 산업균형 발전에 기여
- 블록버스터 급 VFX 작업지원

## 연혁
- 2012년 3월 : 광주CGI센터 개관
- 2011년 12월 : 광주CGI센터 건물 준공
- 2009년 11월 : 광주CGI센터 건물 기공식
- 2008년 10월~2009년 : 7월 기본설계 및 실시설계
- 2007년 4월 : 광주CGI센터 건립 기본계획 수립

## 조직

### 이사회
- 이사
- 감사

### 원장
- 경영기획팀
  - 정책기획팀
  - 경영지원팀
- 산업지원본부
  - SW융합팀
    - 스마트모바일앱개발지원센터
    - 광주SW지원센터
    - 지식데이터지원센터

  - 콘텐츠산업팀
- 기반운영본부
  - 기반조성팀
    - 광주CGI센터
    - 콘텐츠산업지원센터
    - 콘텐츠창업보육센터
    - 광주영상복합문화관
    - 세계광엑스포주제관

  - 인재창업팀
    - 1인창업 & 시니어프라자
- 전략사업단

## 같이 보기
- 광주정보문화산업진흥원
- 광주광역시청
- 콘텐츠산업지원센터
- 광주영상복합문화관
- 세계광엑스포주제관
- 스마트모바일앱개발지원센터
- 지식데이터지원센터
- 1인창업&시니어프라자